# Hooverville

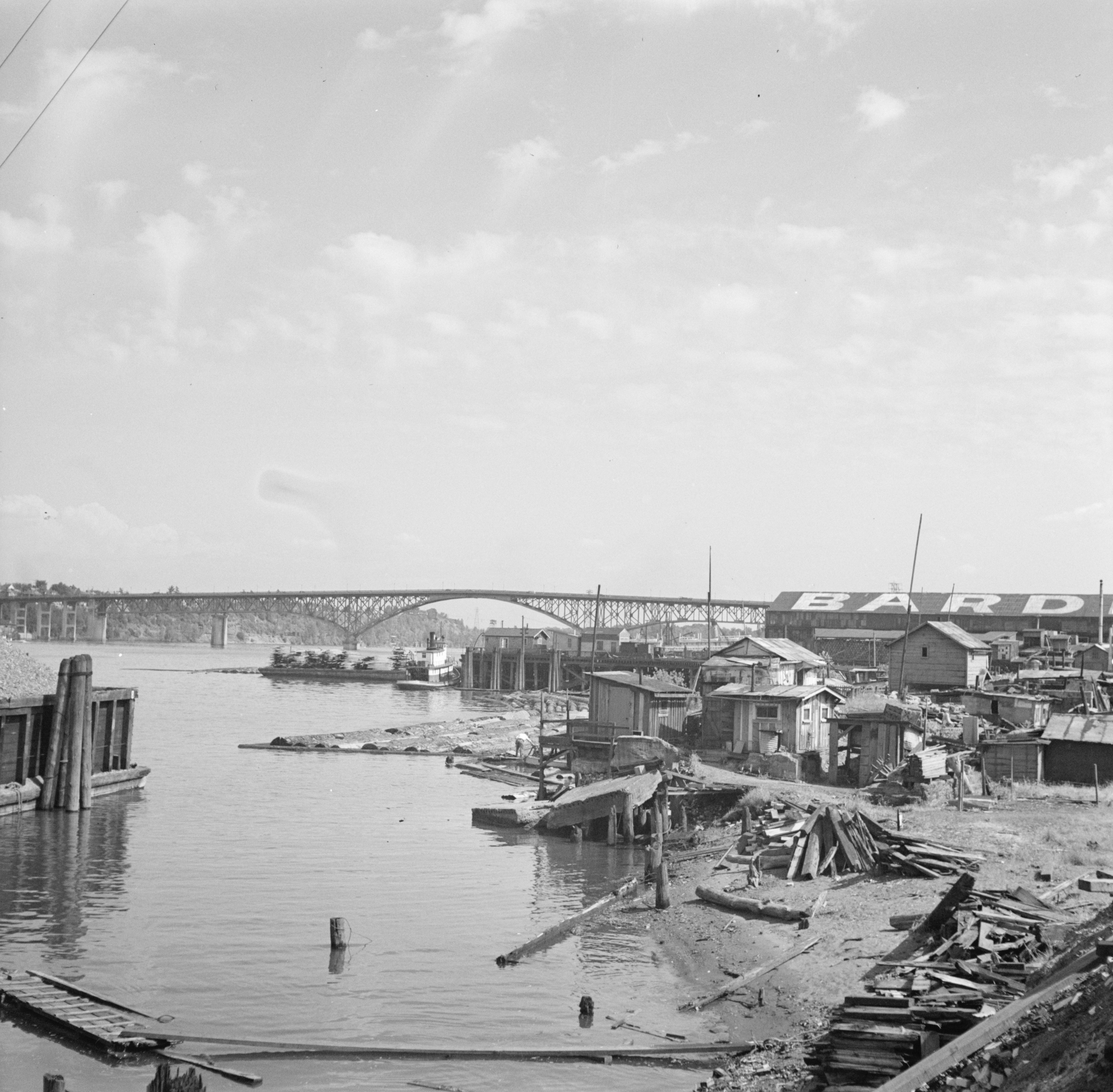
Hooverville bij Portland, Oregon

Een Hooverville was de populaire benaming voor sloppenwijken gebouwd door daklozen tijdens de Grote Depressie. Ze werden vernoemd naar de toenmalige president Herbert Hoover, omdat hij niets zou hebben gedaan om de depressie tegen te houden. De term werd bedacht door Charles Michelson, hoofd publiciteit van het Democratic National Committee. De naam Hooverville wordt ook gebruikt ter aanduiding van de tentsteden in de hedendaagse Verenigde Staten.
Daklozen, zwervers en landlopers bestonden wel voor de Grote Depressie, maar door de economische recessie steeg hun aantal en waren ze meer geconcentreerd rond gaarkeukens van liefdadigheidsorganisaties. Deze nederzettingen werden vaak gevormd op lege terreinen en bestonden uit geïmproviseerde hutten en tenten. De autoriteiten erkenden deze Hoovervilles officieel niet en soms werden de inzittenden verwijderd omdat zij zich formeel zonder toestemming op particulier terrein bevonden, maar vaak werden ze uit noodzaak getolereerd. De Federal Transient Service (1933-35) was gericht op de daklozen als onderdeel van het Amerikaanse New Deal, een programma om de Verenigde Staten uit het slop van de Grote Depressie te trekken.
Sommige van de mannen die gedwongen waren te leven onder deze omstandigheden hadden bouwvaardigheden en bouwden hun huizen van steen. De meeste mensen namen echter hun toevlucht tot krattenhout, karton, en elk stukje metaal dat ze konden vinden.
De meeste van deze werkloze inwoners van de Hoovervilles maakten gebruik van openbare liefdadigheidsinstellingen of bedelden om voedsel bij degenen die huisvesting hadden in dit tijdperk.
Democraten introduceerden andere termen, zoals de "Hooverdeken" (een oude krant gebruikt als deken) en de "Hoovervlag" (een lege portemonnee). "Hooverleer" was karton dat gebruikt werd als inlegzool in een schoen met een gat in de zool. Een "Hooverkar" was een auto met paarden ervoor omdat de eigenaar zich geen benzine kon veroorloven; in Canada werd dit bekend als de Bennett-buggy, naar de toenmalige minister-president.

## Opmerkelijke Hoovervilles
- St. Louis had in 1930 de grootste Hooverville in Amerika. Het bestond uit vier verschillende sectoren.
- In Central Park (New York) bestond een Hooverville van 1931-'33 in het voormalige lage reservoir van de stadswatervoorziening, het werd later omgevormd tot de Great Lawn and Turtle Pond.
- De Bonus Army, een groep veteranen van de Eerste Wereldoorlog, vestigde een Hooverville in Anacostia in het District of Columbia in 1932. Op de piek woonden er 15.000 mensen. Het kamp werd afgebroken door eenheden van het Amerikaanse leger.
- Seattle had zijn grootste Hooverville op droogvallende platen grenzend aan de haven van Seattle, durende van 1932 tot 1941.
- Het New Yorkse stadsdeel Brooklyn had een "Hoover City" van ongeveer Columbia Street naar Hof Street en van Mill Street naar Lorraine Street.
- Seattle had in 2008 meerdere Hoovervilles waaronder Nickelsville[2]